# ولید بخیت معیوف
ولید بخیت معیوف (انگلیسی: Waleed Bakhit Maayof؛ زادهٔ ۲۹ نوامبر ۱۹۷۲) بازیکن فوتبال اهل قطر بود.
وی همچنین در تیم ملی فوتبال قطر بازی کرده‌است.